# Emma Engdahl
Emma Stina Engdahl, född 13 februari 1969 i Limhamns församling i Malmöhus län, är en svensk författare och professor i sociologi vid Göteborgs universitet sedan 2014.

## Biografi
År 2004 disputerade Engdahl på monografin A Theory of the Emotional Self. Hon utvecklar där en teori om känslornas sociala ursprung och betydelse för människans självutveckling som bland annat kommit att användas inom kriminologisk forskningoch intimitetsstudier. Hennes forskningsinriktning och författarskap rör bland annat människans känslor, förnuft och självutveckling, samt det moderna samhällets transformation.
Hennes bok Konsten att vara sig själv (2009) belyser människans sårbarhet och beroende av andra människor och den samhälleliga kontexten för att kunna utvecklas och förverkliga sig själv. 
I boken Depressiv kärlek: en social patologi (2016) analyseras kärleken och depressionens framträdande plats i den samtida kulturen och hur dessa fenomen flyter ihop i vetenskapen, konsten och det vardagliga samtalet med avgörande konsekvenser för människans psykiska hälsa och livskvalitet. Boken har även givits ut på engelska 2018 och på arabiska 2023. 
Engdahl har varit anställd vid Aalborg Universitet och Örebro universitet, och var mellan 2021 och 2023 professor i sociologi vid Karlstads universitet. 
Sedan 2024 är Engdahl även skribent på Göteborgs Posten där hon svarar på läsarnas frågor om dejting, relationer och kärlek.
Engdahls vetenskapliga publicering har (2024) enligt Scopus drygt 150 citeringar och ett h-index på 3.